# Stictogryllacris punctata
Stictogryllacris punctata är en insektsart som först beskrevs av Brunner von Wattenwyl 1888.  Stictogryllacris punctata ingår i släktet Stictogryllacris och familjen Gryllacrididae. Inga underarter finns listade i Catalogue of Life.